# 克伦西亚
克伦西亚是巴西马托格罗索州的一个市镇。总面积17850.249平方公里，总人口17479人，人口密度1.02人/平方公里。

## 氣侯
夏天的降雨量比冬天的降雨量多,25C°是每年的平均氣溫。每年平均降雨量為1696毫米。它有兩個明確的季節:10月至3月的雨季和5月至9月的乾燥冬季。